# Iwogumoa taoyuandong
Iwogumoa taoyuandong là một loài nhện trong họ Amaurobiidae.
Loài này thuộc chi Iwogumoa. Iwogumoa taoyuandong được miêu tả năm 2004 bởi Bao & Chang-Min Yin.